# Euploea mulcibra
Euploea mulcibra är en fjärilsart som beskrevs av Jacob Hübner 1916. Euploea mulcibra ingår i släktet Euploea och familjen praktfjärilar. Inga underarter finns listade i Catalogue of Life.